# Cephalantheae
Cephalantheae es una tribu de plantas de la familia Rubiaceae.

## géneros
- Cephalanthus - Exostema[1]